# Ernest La Jeunesse
Ernest Léon La Jeunesse (1874 – 1917) è stato uno scrittore e critico letterario francese.

## Biografia
Tipico era il suo parlare in falsetto, tanto che molti lo scambiarono per una donna o per un impotente: lui per eliminare ogni dubbio sulla sua ipotetica impotenza sedusse la moglie di colui che lo offese per primo e pubblicamente, che fu proprio il suo editore. "La più grande risposta della storia" fu il commentò di tale impresa di Oscar Wilde
Poeta e scrittore difendeva a spada tratta i poeti simbolisti dalle accuse di Catulle Mendès, anche se non ottenne i risultati sperati. Amico di Oscar Wilde definì i suoi discorsi spettacoli pirotecnici, era famoso per i nomignoli che affibbiava come nel caso di Zo d'Axa.
Morì nel 1917 e fu sepolto nel Cimitero di Montrouge.

## Opere
- Les Nuits, les Ennuis et les Ames de nos plus notoires Contemporains (1896, Perrin et Cie)
- Des Soirs, Des Gens, Des Choses (1909 - 1911)
- Recollections of Oscar Wilde (insieme ad altra autori)